# Woning Deweert
De woning Deweert is een herenhuis in Oostende. Door het succes van zijn houthandel was Henri Deweert in staat om in 1910 een prachtige herenwoning te bouwen aan de Alfons Pieterslaan in Oostende. André-Louis Daniëls was de architect. De woning Deweert werd na het overlijden van de laatste bewoonster een salon (in de zin van feestzaal) en is nu eigendom van de KBC Bankverzekeringsgroep.

## Voorgevel

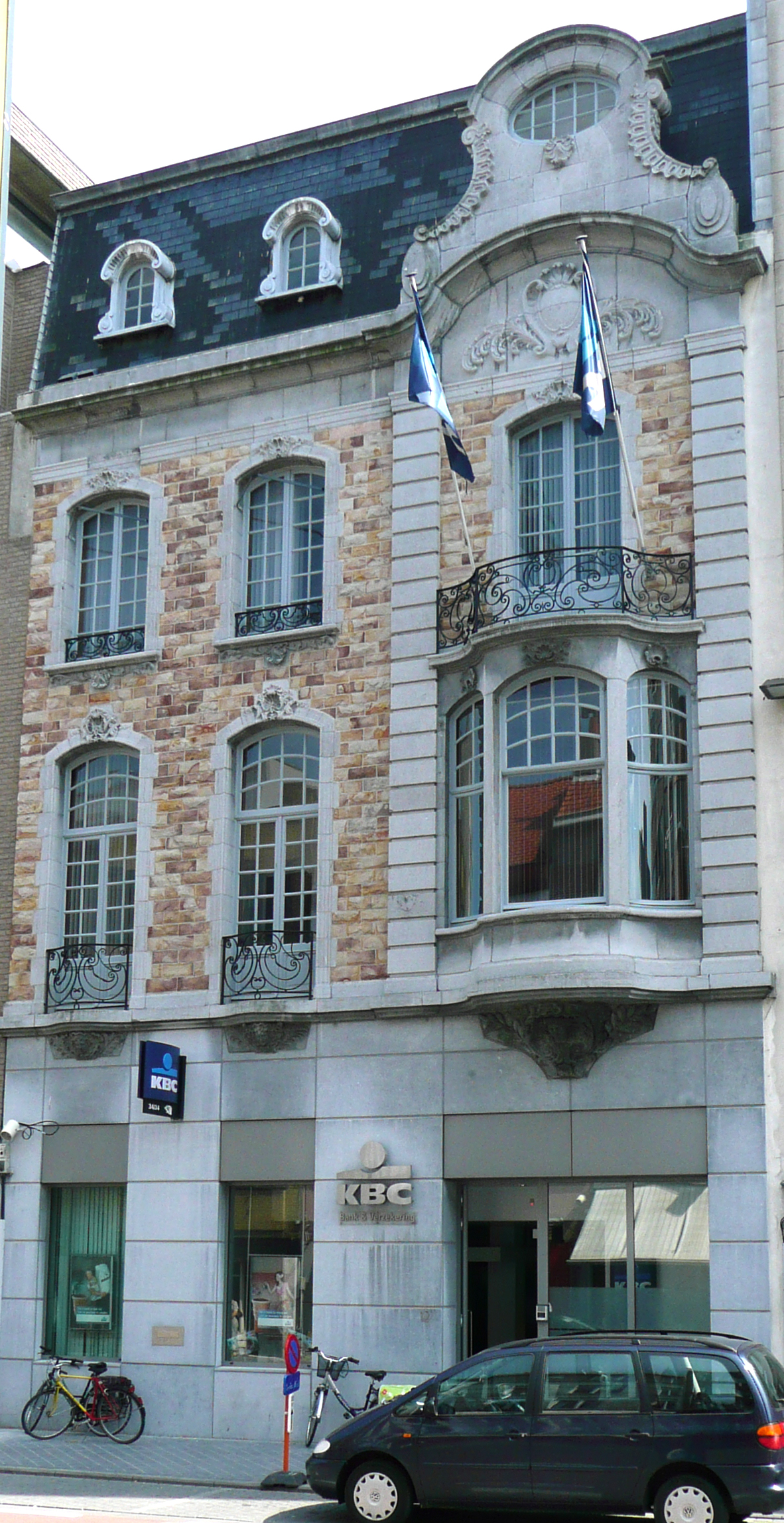

De monumentale gevel van deze statige herenwoning is gebouwd in blauwe hardsteen en ijzerhoudende zandsteen.
De woning is opgetrokken in Franse classicistische Lodewijk XV-stijl. De gevel is onderverdeeld in drie traveeën met een risaliet die door een oculus gekroond is.
De gevel op de benedenverdieping heeft een verbouwing ondergaan die niet aansluit op de stijl van de verdiepingen.
Het beeldhouwwerk werd gerealiseerd door de Oostendse beeldhouwer Prosper Baeys.
De balkonnetjes van het risaliet, de consoles met beeldhouwwerk en de ijzeren balustrades verhogen het esthetische geheel van de gevel.
De ramen zijn omlijst en voorzien van rocaille versieringen in natuursteen. De tweede verdieping wordt afgesloten met een balustrade. De woning is voorzien van een bijpassend mansardedak.

## Binneninrichting
De verbouwing van de benedenverdieping heeft het gebouw enigszins verminkt. De statige marmeren trap wordt verlicht via een koepel waardoor het licht tot diep in de woning valt. De functie van de benedenverdieping was hoofdzakelijk gericht op inkom en ontvangst. De eerste verdieping was het leefgedeelte van de familie Deweert en slapen deed men op de tweede verdieping. De kamers aan de achterzijde van het gebouw waren de woon- en werkzones van het dienstpersoneel. De woning bezit ook een diensttrap zodat het personeel ongezien van de ene naar de andere verdieping kon.
De woning Deweert was de enige woning met dergelijk allure in deze buurt.